# Lamprosema eusebia
Lamprosema eusebia là một loài bướm đêm trong họ Crambidae.